# Ficheux
Ficheux és un municipi francès situat al departament del Pas de Calais i a la regió dels Alts de França. L'any 2007 tenia 545 habitants.

## Demografia

### Població
El 2007 la població de fet de Ficheux era de 545 persones. Hi havia 196 famílies de les quals 20 eren unipersonals (12 homes vivint sols i 8 dones vivint soles), 60 parelles sense fills, 88 parelles amb fills i 28 famílies monoparentals amb fills.
La població ha evolucionat segons el següent gràfic:
Habitants censats

### Habitatges
El 2007 hi havia 201 habitatges, 196 eren l'habitatge principal de la família, 2 eren segones residències i 3 estaven desocupats. Tots els 201 habitatges eren cases. Dels 196 habitatges principals, 181 estaven ocupats pels seus propietaris, 12 estaven llogats i ocupats pels llogaters i 3 estaven cedits a títol gratuït; 1 tenia dues cambres, 13 en tenien tres, 36 en tenien quatre i 146 en tenien cinc o més. 164 habitatges disposaven pel capbaix d'una plaça de pàrquing. A 76 habitatges hi havia un automòbil i a 108 n'hi havia dos o més.

### Piràmide de població
La piràmide de població per edats i sexe el 2009 era:
| Homes | Edats   | Dones |
| ----- | ------- | ----- |
| 0     | 95 o +  | 0     |
| 0     | 90 a 94 | 4     |
| 0     | 85 a 89 | 0     |
| 0     | 80 a 84 | 4     |
| 0     | 75 a 79 | 12    |
| 16    | 70 a 74 | 8     |
| 12    | 65 a 69 | 16    |
| 0     | 60 a 64 | 16    |
| 16    | 55 a 59 | 12    |
| 24    | 50 a 54 | 32    |
| 32    | 45 a 49 | 16    |
| 12    | 40 a 44 | 24    |
| 32    | 35 a 39 | 24    |
| 12    | 30 a 34 | 20    |
| 24    | 25 a 29 | 8     |
| 24    | 20 a 24 | 20    |
| 16    | 15 a 19 | 20    |
| 20    | 10 a 14 | 16    |
| 16    | 5 a 9   | 8     |
| 4     | 0 a 4   | 0     |

## Economia
El 2007 la població en edat de treballar era de 386 persones, 271 eren actives i 115 eren inactives. De les 271 persones actives 255 estaven ocupades (145 homes i 110 dones) i 16 estaven aturades (7 homes i 9 dones). De les 115 persones inactives 38 estaven jubilades, 48 estaven estudiant i 29 estaven classificades com a «altres inactius».

### Ingressos
El 2009 a Ficheux hi havia 195 unitats fiscals que integraven 521 persones, la mediana anual d'ingressos fiscals per persona era de 21.267 €.

### Activitats econòmiques
Dels 16 establiments que hi havia el 2007, 1 era d'una empresa de fabricació d'altres productes industrials, 9 d'empreses de construcció, 1 d'una empresa de comerç i reparació d'automòbils, 3 d'empreses de transport, 1 d'una empresa d'informació i comunicació i 1 d'una empresa de serveis.
Dels 6 establiments de servei als particulars que hi havia el 2009, 2 eren paletes, 1 guixaire pintor, 1 fusteria, 1 lampisteria i 1 electricista.
L'any 2000 a Ficheux hi havia 15 explotacions agrícoles que ocupaven un total de 660 hectàrees.

## Poblacions més properes
El següent diagrama mostra les poblacions més properes.